# Samia vera
Samia vera är en fjärilsart som beskrevs av Guérin-meneville 1858. Samia vera ingår i släktet Samia och familjen påfågelsspinnare. Inga underarter finns listade.